# Футурологічний конгрес
«Футурологічний конгрес» — науково-фантастичний роман Станіслава Лема, опублікований у 1971 році у збірці «Безсоння», який вписується в цикл «Зоряних щоденників». Головним героєм, а також оповідачем, виступає зоряний мандрівник Ійон Тихий — спільна постать для всіх творів циклу.

## Зміст
Дія роману розпочинається на Землі в недалекому, як на час виникнення твору, майбутньому — ймовірно на межі XX і XXI століть. Ійон Тихий бере участь у Восьмому всесвітньому футурологічному конгресі, який відбувається в престижному готелі в Нуньяс — столиці вигаданої країни Костарікани, і присвячений проблемі перенаселення в надзвичайно нестабільному світі, який загрозливо стрясають вибухи соціальних конфліктів.
Незабаром після початку засідань на міських вулицях починаються заворушення, які переростають у громадянську війну. Тихий, разом зі жменькою учасників конгресу та дирекцією зруйнованого готелю, переховуються в каналізаційному колекторі, куди потрапляють хімічні галюциногени, які влада використовує для придушення заворушень, і які викликають у головного героя серію видінь. У цих галюцинаціях він потрапляє з однієї уявної ситуації в іншу, намагаючись зберегти ясність думок і знайти шлях повернення до реальності.
Тихий марить, що він важко поранений і перебуває в лікарні до повного одужання. Потім йому ввижається, що його визнають психічно хворим і заморожують, не маючи змоги вилікувати., до часу коли медицина розвинеться. Згодом йому здається, що його розморожують у 2039 році в на дивно ідилічному світі, революційно зміненому завдяки досягненням хімії, де майже всі людські потреби задовольняються за рахунок безпосереднього впливу на мозок, повсюдно розпорошуючи в повітрі хімічні речовини. Ці засоби такі досконалі, що попереджають небажану соціальну поведінку, поширюють легко засвоювані знання, або ж вони можуть викликати будь-яку (заздалегідь сплановану) проєкцію, візію, самопочуття або переконання в особи, яка їх вживає.
Нарешті повіривши, що він насправді живе в світі майбутнього, Тихий намагається з'ясувати його справжнє влаштування, приховане за масово трансльованими ілюзіями. Досліджуючи реальний стан справ, він виявляє, що ілюзорна картинка слугує лише для того, щоб приховати від людей неймовірне перенаселення, руйнівний вплив хімізованої цивілізації («псивілізації») на організм людини і насування неминучої загибелі людства через незворотні зміни клімату.
Зрештою, він отямлюється і виявляє, що все ще перебуває в каналізації в Нуньяс під уламками зруйнованого готелю, де помічає ознаки підготовки до другого пленарного дня футурологічного конгресу.

## Стиль і композиція твору
Конгрес написаний в формі гротескної розповіді від першої особи, характерній для всього циклу пригод Йона Тихого. У творі виразно виділяються дві частини, приблизно рівні за обсягом тексту (56 і 73 сторінки відповідно).
Перша частина описує події, які відбулися в перший день і першу ніч з'їзду, а також те, що відбувається в голові Тихого, задурманеного хімічними речовинами. Рубрикація тексту обмежується лише поділом на абзаци, що збільшує почуття безперервності подій, у вир яких головного героя штовхає його штучно стимульована уява, і стирає грань між маренням і дійсністю.
Друга частина описує те, що відбувається з Тихим після його уявного розмороження, і написана у формі щоденника. Вона включає в себе записи набагато більш тривалого періоду, — з 27 липня до 5 жовтня 2039 року. (В кінці цієї частини герой отримує повідомлення, що він був введений в оману щодо часу, і ці записи насправді зроблені ним у 2098. році). Тільки в самому кінці розповіді виясняється, що всі події, описані в цій частині розповіді, є продуктом галюцинацій, зазнаних у часі і місці, вказаних у першій частині.

## Проблематика
Багато критиків і читачів вважають, що зображення уявного світу майбутнього для Лема виступає лише приводом, щоб поставити універсальні питання: чи слід намагатися дізнатися правду, якою б жахливою вона не виявилась, чи краще животіти в невігластві і «не бажати знати». Симінґтон, один з людей, які контролюють хімічну містифікацію, пояснює Ійонові Тихому: — Ми приносимо спокій, злагоду і полегшення єдиним способом, який нам залишився. […] Ми є останнім Атлантом цього світу. По ідеї, якщо він приречений на загибель, хай принаймні не страждає. 
Іншим помітним ключем до інтерпретації твору є роздуми над недосконалістю людського сприйняття, яке базується виключно на сигналах органів чуття, а вони, у свою чергу, на біохімії нейротрансмітерів.
Опанувавши контроль над цією частиною нервової системи, шляхом введення в атмосферу ілюзійних речовин, можна керувати всім людством, примушуючи його бачити й відчувати те, що кимось запрограмоване. Той же Симінґтон каже: — Ми всім завдячуємо хімії […]. Адже все суще є ні чим іншим, як зміною напруження водневих іонів на оболонках клітин мозку. Дивлячись на мене, ти, по суті, відчуваєш зміну натрієво-калієвого балансу на мембранах нейронів. Так що досить надіслати туди, в мозкові хащі, трішечки вишуканих молекул, і ти переживеш на яву свої фантазії.
Головний герой у певні моменти не може пояснити самому собі, на якому рівні галюцинацій він перебуває — хоче повернутись якщо не до реальності, то хоча б до попередньої ситуації: «Звідки ці думки про осідлання, ці верхові аналогії, чому ця їзда охляп, Боже милий, невже й тут десь схований канал, мій будильник і мій ґанок, мій місток до реальності?» (у перших своїх мареннях Тихий бачив осідланих щурів).

## Варіанти
Найперше в 1970 році був опублікований фрагмент роману (тільки перша частина твору) під назвою Конгрес футурологів у журналі «Szpilki». У цій версії також увійшов до антології Кроки у безвість III, опублікованій видавництвом Iskry в 1972 році.

## Екранізації
За книгою в 2013 році Арі Фольманом був знятий фільм Конгрес (The Congress).
Назву Футурологічний конгрес (нім. Der futurologische Kongress) носить один з епізодів серіалу Йон Тихий - зоряний мандрівник, але його зміст відповідає восьмій подорожі з книги Зоряні щоденники.

## Українські переклади
- Лем Станіслав. Конгрес футурологів (Із спогадів Йона Тихого)//журнал «Всесвіт», 1971. № 06.
- Лем Станіслав. Футурологічний конгрес. Навчальна книга — Богдан, Серія: Маєстат слова, 208 с. ISBN 978-966-10-4918-4